# سینامون چانی
سینامون چانی (انگلیسی: Cinnamon Chaney؛ زادهٔ ۱۰ ژانویهٔ ۱۹۶۹) بازیکن فوتبال اهل نیوزیلند است.

وی همچنین در تیم ملی فوتبال زنان نیوزیلند بازی کرده‌است.